# کوبئاکادووا
کوبئاکادووا (به لاتین: Kobbeakaduwa) یک منطقهٔ مسکونی در سری‌لانکا است که در استان مرکزی (سری‌لانکا) واقع شده‌است.